# ファイブ・フォー・ファイティング
ファイブ・フォー・ファイティング（Five For Fighting）はロサンゼルスのシンガーソングライター、ジョン・オンドラジク（John Ondrasik）のソロ・プロジェクト。

## 人物
ジョン・オンドラジクは1965年1月7日、ロサンジェルスの音楽一家に生まれた。幼年期はピアノを習っていた。思春期になるとギターの弾き方を覚え、作曲をはじめるようになった。同じころの一時期、オペラも習っていたが、彼は早くからシンガー・ソングライターになりたいと決めていた。オンドラジクはUCLAに進学し、空いた時間で音楽をしながら科学と数学の学位を取得して卒業した。ファイブ・フォー・ファイティングというプロジェクト名は、アイスホッケーでファウルを犯した選手が5分間のペナルティを与えられるというルール名からとられた。オンドラジクは、NHLのロサンゼルス・キングスのファンである。

## キャリア
当初、ファイブ・フォー・ファイティングは四人組としてファースト・アルバム「Message for Albert」はEMIより1997年にリリースした。後に「America Town」の成功を受けてCapitol Recordsからも再発売された。バンドはその後解散、オンドラジクのソロ名として残ることとなる。
2000年、ファイブ・フォー・ファイティングはColumbia Recordsとの契約にサイン、「America Town」は2000年9月26日にリリース。アルバムはあまりインパクトが無かったが、シングル「Superman (It's Not Easy)」はアメリカ同時多発テロ事件後に賛歌としてヒットした。「America Town」はビルボードのTop50に入ることは無かったが、コンスタントに売り上げた結果、プラチナムを獲得することになった。
3枚目のアルバム「The Battle for Everything」は2004年の2月にビルボード20位を記録。実験的に「デュアル・ディスク」と呼ばれる片面がCD、片面がDVDになっているディスクでミュージック・ビデオ等を収めた同アルバムを発売した。5年後の2009年10月、プラチナムと認定された。2年後、アルバム「Two Lights」を発売。2006年8月ビルボード初登場8位を記録し、オンドラジクのキャリアでは初のトップ10内に入るアルバムとなった。ファースト・シングル "「The Riddle」"はビルボードで40位になる。セカンド・シングル「World」のビデオはさまざまなチャリティーにも使われた。
ジョン・オンドラジクはバックストリート・ボーイズやジョシュ・グローバン等、他のアーティストのための作曲、共同作曲も手がけている。また、チキン・リトル等、多くの映画にもサウンドトラックを提供している。
彼の五枚目のアルバム「Slice」はグレッグ・ワッテンバーグ(Superman, 100 Years)プロデュースで2009年10月13日にリリースされた。タイトル・トラックと「Above The Timberline」はアカデミー賞受賞の作曲家、スティーブン・シュワルツとの共同作曲である。

## ディスコグラフィ

### アルバム
- 1997: Message for Albert
- 2000: America Town 全米最高54位、2004年10月プラチナム獲得。オーストラリア30位
- 2004: The Battle for Everything 全米最高20位、2009年10月プラチナム獲得。　オーストラリア73位[2]
- 2006: Two Lights 全米最高8位
- 2009: Slice 全米最高34位
- 2013: Bookmarks 全米最高54位

### ライブアルバム
- 2007: Back Country

### EP
- 2004: 2 + 2 Makes 5

### シングル
| 年   | 曲名                            | Billboard Hot 100 | U.S. Adult Top 40 | Adult Contemporary Chart | U.S. Pop 100 | Hot Digital Songs | Triple A | Australia | Album                     |
| ---- | ------------------------------- | ----------------- | ----------------- | ------------------------ | ------------ | ----------------- | -------- | --------- | ------------------------- |
| 2001 | "Superman (It's Not Easy)"      | 14                | 3                 | 2                        | -            | 70                | -        | 2         | America Town              |
| 2002 | "Easy Tonight"                  | -                 | 18                | -                        | -            | -                 | -        | -         | America Town              |
| 2002 | "America Town"                  | 108               | -                 | -                        | -            | -                 | -        | -         | America Town              |
| 2004 | "100 Years"                     | 28                | 3                 | 1                        | -            | 30                | -        | 32        | The Battle for Everything |
| 2004 | "The Devil in the Wishing Well" | -                 | 23                | -                        | -            | -                 | -        | -         | The Battle for Everything |
| 2005 | "If God Made You"               | -                 | -                 | 20                       | -            | -                 | -        | -         | The Battle for Everything |
| 2006 | The Riddle"                     | 40                | 8                 | 4                        | 39           | 27                | -        | -         | Two Lights                |
| 2006 | "World"                         | -                 | 15                | -                        | -            | -                 | -        | -         | Two Lights                |
| 2007 | "I Just Love You"               | -                 | -                 | 24                       | -            | -                 | -        | -         | Two Lights                |
| 2009 | "Chances"                       | 83                | 14                | 9                        | -            | 114               | 19       | -         | Slice                     |